# Корни сир Мозел
Корни сир Мозел (фр. Corny-sur-Moselle) насеље је и општина у североисточној Француској у региону Лорена, у департману Мозел која припада префектури Мец Кампањ.
По подацима из 2011. године у општини је живело 2229 становника, а густина насељености је износила 271,83 становника/km². Општина се простире на површини од 8,2 km². Налази се на средњој надморској висини од 180 метара (максималној 360 m, а минималној 169 m).

## Демографија
| 1962. | 1968. | 1975. | 1982. | 1990. | 1999. | 2011. |
| ----- | ----- | ----- | ----- | ----- | ----- | ----- |
| 1.024 | 1.038 | 1.132 | 1.248 | 1.490 | 1.759 | 2.229 |

График промене броја становника у току последњих година